# Talisman (schwedische Band)
Talisman war eine schwedische Hard-Rock-Band, die von 1990 bis 2007 existierte.

## Geschichte
Talisman wurden 1990 durch den Bassisten Marcel Jacob gegründet, der schon mit Rising Force und der John Norum Group gespielt hatte. Als Sänger wurde Jeff Scott Soto verpflichtet. 1992 stieß Fredrik Åkesson als neuer Gitarrist für Jason Bieler dazu, der zu Saigon Kick gewechselt war. 1998 veröffentlichten Talisman eine Coverversion von dem Prince-Song Darling Nikki aus dessen Album Purple Rain. Über die Jahre nahm die Band für Frontiers Records sieben Studioalben auf, das letzte wurde schlicht 7 betitelt. 2007 löste sich die Band nach dem Weggang Akessons auf.
2014 wird sich die Band auf dem Sweden Rock Festival wiedervereinigen. Da Fredrik Åkesson zu dieser Zeit mit Opeth auf Tour ist, wird Pontus Norgren an der Gitarre sein, der bereits auf dem Album Truth und auf dem Album 7 mitgewirkt hat. Johan Niemann wird außerdem Marcel Jacob vertreten, der sich 2009 das Leben nahm. Das Konzert wird eine Hommage an ihn, da er im Januar 2014 seinen 50. Geburtstag gefeiert hätte.

## Diskografie

### Alben
- Talisman – 1990
- Genesis – 1993
- Humanimal Part II – 1994
- Humanimal – 1994
- Five out of Five (Live in Japan) – 1994
- Life – 1995
- Best of... (Kompilation) – 1996
- BESTerious (Kompilation) – 1996
- Truth – 1998
- Cats and Dogs – 2003
- Five Men Live – 2005
- 7 – 2006

### CD-Singles und Promos
- Mysterious (This Time is Serious) (CD Single) (1993)
- Time after Time (CD Single) (1993)
- Doing Time With My Baby (CD Single) (1994)
- Colour My XTC (CD Single) (1994)
- Todo y Todo (CD Single) (All + All Veröffentlichung für den lateinamerikanischen Markt unter dem Namen Genaro) (1994)
- All + All (CD Single) (1994)
- Frozen (CD Single) (1995)